# 我不是明星
《我不是明星》，是浙江卫视的一档明星子女真人秀励志节目，四位明星子女登上舞台，立志摆脱父母或親人的光环，努力奋斗，实现理想。现已播到第六季，节目第一季于2013年8月26日起，第二季在2014年1月6日起航，第三季在2014年4月14日起航，第四季在2014年7月28日起航，第五季在2014年11月3日起航，第六季在2015年1月12日起航，第七季在2015年9月7日起航。四位明星子女的去留完全由观众决定，最终选出真正有魅力的“明星”。

## 节目概况
2013年由浙江卫视推出的明星子女真人秀节目。有这样一群人，他们不是明星，却从一出生就有着明星般的关注度，只因他们是明星的孩子，他们是星二代。可是即便有着明星父母的光环，在《我不是明星》这档完全由观众决定去留的节目中，毕竟才艺是自己表演，歌曲也是自己演唱，现场口才也是自己发挥。所以实力才是最重要的。

## 第一季

### 每期內容
- 2013年8月26日期：陈楚生强势助阵潘阳 申奥谈妇女关系洒泪
- 2013年9月2日期：印小天胡夏倾情助威申奥 付豪遗憾止步
- 2013年9月9日期：宝弟致敬白血病老爸 申奥现场遭遇表白
- 2013年9月16日期：申奥动情领悟
- 2013年9月23日期：潘长江乔装助阵 霍尊励志做治愈系
- 2013年10月14日期：柳岩助阵大跳贴身辣舞 申奥终惜败
- 2013年10月21日期：高秀敏爱女加入战局 黄龄助阵霍尊
- 2013年10月28日期：石磊带伤补求婚 火风父子首度同台
- 2013年11月4日期：龚琳娜霸气助阵 汤镇业双生子首秀
- 2013年11月11日期：潘阳家庭联欢 霍尊母子深情对唱
- 2013年11月18日期：宝弟化身杰伦 胡瓜为爱女视频助阵
- 2013年11月25日期：龚琳娜再改经典 宝弟致敬迈克尔
- 2013年12月2日期：王祖蓝助阵胡小祯 潘阳穿越变娘子
- 2013年12月9日期：申奥变还珠踢馆 潘阳老公甜蜜伴奏
- 2013年12月16日期：王心凌助阵申奥 宝弟唱父亲成名曲

### 获奖选手
- 年度冠军：潘阳
- 年度亚军：宝弟
- 年度季军：李大海

## 第二季

### 每期內容
2014年1月6日期：第二季荣耀回归 三个皇后一台戏

2014年1月13日期：陈浩民演天龙八部 萧蔷出场露性感

2014年1月20日期：黄日华再现经典版郭靖

2014年1月27日期：混血姐妹花俏皮舞蹈 洛伊母女热舞

2014年2月3日期：孙国豪少林功夫秀 神雕杨迪来助阵

2014年2月4日期：秦汉为儿子倾力站台 洛钒请神马

2014年2月10日期：郝洛钒化身小燕子 神秘嘉宾突袭

2014年2月17日期：徐文波助阵张咪闺女洛伊

2014年2月24日期：咆哮教主马景涛助阵甄嬛眉庄相遇

2014年3月3日期：舅妈黄绮珊助阵 谋女郎演绎暗香

2014年3月10日期：紫薇海陆化身小辣椒 天蓬玉兔助阵

2014年3月17日期：宁静倾情助阵 李琦到处惊人秘密

2014年3月24日期：李若彤助阵郝洛钒

2014年3月31日期：郑少秋助阵洛伊 张佑赫项链送楚楚

2014年4月7日期：精编版还珠大咖视频助阵郝洛钒

### 获奖选手
- 年度冠军：张楚楚
- 年度亚军：郝洛钒
- 年度季军：洛伊

## 第三季

### 每期內容
2014年4月14日期：许仙叶童恶搞《新白娘子传奇》

2014年4月21日期：四位人助阵小平之女 观世音现身

2014年4月28日期：鐘麗緹攜呆萌拉現身 金聖權連法海现场泣不成声

2014年5月5日期：萌叔韩磊惊喜现身 唐国强王者风范

2014年5月12日期：郑佩佩为女助阵 尹相杰再现经典

2014年5月19日期：蔡国庆金圣权同台 张光北热泪盈眶

2014年5月26日期：容嬷嬷惊喜现身 陈建斌助阵卢洋

2014年6月2日期：祖海助阵金圣权 谭咏麟惊喜亮相

2014年6月9日期：林子祥叶倩文同台亮相 凯丽变丈母娘

2014年6月16日期：林子祥為子助陣 張光北與愛妻禮辦婚禮

2014年6月23日期：反串雪姨助陣盧洋 笑歌變冰雪公主

2014年6月30日期：趙雅芝鄭少秋互損 蔡少芬重現經典

2014年7月7日期：鄭少秋助陣張思樂 韓磊獻唱蒙古歌

### 获奖选手
- 年度冠军：金圣权
- 年度亚军：原子鏸
- 年度季军：林德信

## 第四季

### 每期內容
2014年7月14日期：安以軒扮鬼臉 鄭多燕跳小蘋果

2014年7月21日期：王子涵趣點秋香 李健仁卸妝露真顏

2014年7月28日期：水亦詩秀饒舌 姜文杰重回賽場

2014年8月4日期：潘瑋柏給力助陣 王志飛意外現身

2014年8月11日期：房祖名爆料成龍 吳秀波驚喜現身

2014年8月18日期：87版紅樓演員聚首 楊麗萍助陣王也

2014年8月25日期：容祖兒回應整容傳言 崔永元自黑

2014年9月1日期：水亦詩華少拼舌頭 容祖兒爆笑模仿

2014年9月8日期：陳偉霆霸氣助陣 俞明激勵王也

2014年9月15日期：邱啟明助唱水亦詩 孫楠變王也導師

2014年9月22日期：水亦詩連戰水均益 蕭薔大飆演技

2014年9月29日期：謝賢稱和謝霆鋒"不熟" 黃國倫曝王菲趣事

2014年10月13日期：鄭少秋鄭欣宜現場秀 沈沈父女情

2014年10月20日期：蔡卓妍鄭欣宜合唱 劉語熙助陣水亦詩

2014年10月27日期：決戰之夜 王晶攜晶嫂助陣王子涵

### 获奖选手
- 年度冠军：水亦詩
- 年度亚军：姜麗文、姜文杰
- 年度季军：--

## 第五季

### 每期內容
2014年11月3日期：張惠妹小妹張惠春展歌喉 洪金寶兩子同台

2014年11月10日期：黃百鳴綜藝首唱 杜金京變身鋼鐵俠

2014年11月17日期：陳志朋重唱金曲 惠英紅神祕現身

2014年11月24日期：巫啟賢張惠春對唱 湯洛雯化身人魚

2014年12月1日期：傅藝偉美艷依舊 柯有倫炫酷登場

2014年12月8日期：新晉奶爸陳曉東助陣張惠妹抱妹

2014年12月15日期：吳建豪與洪天祥互相揭短

2014年12月22日期：孫楠爆朱時茂糗事 羅家英扮唐憎

2014年12月29日期：朱青陽自彈自唱 王子范迷醉觀眾心

2015年1月5日期：總決賽精編版 張惠春喜獲冠軍

### 获奖选手
- 年度冠军：張惠春
- 年度亚军：朱青陽
- 年度季军：岳以恩

## 第六季

### 每期內容
- 2015年1月12日期：金庸侄孫女查家雯曝家譜祖訓
- 2015年1月19日期：孟翔身世感人 楊迪樂翻全場
- 2015年1月26日期：于榮光助陣徐光浩 展示科班功底
- 2015年2月16日期：柳瀚雅攜神曲助陣查家雯 徐沅澔舞功夫水袖
- 2015年3月2日期：金巧巧助陣陳旭
- 2015年3月9日期：雪山飛狐劇組首度重聚
- 2015年3月16日期：呂良偉再唱上海灘
- 2015年3月23日期：郝潤澤秀球技 黃健翔現場解說
- 2015年3月30日期：郝海東兒子郝潤澤亮相
- 2015年4月6日期：郝潤澤大白共舞
- 2015年4月13日期：本季精彩回顧

### 获奖选手
- 年度冠军：冉莹颖
- 年度亚军：郝润泽
- 年度季军：--

## 第七季
- 2015年9月7日 (第1期)：曾志伟之子曝父亲是爱哭鬼 黄百鸣之女大秀帅气跆拳道
- 2015年9月14日 (第2期)：曾宝仪姐弟互爆糗事 李若彤变身杨过
- 2015年9月28日 (第4期)：曾志伟之子同台沈殿霞女儿 盛君遗憾离场
- 2015年10月12日 (第5期)：王祖蓝变梁朝伟上演无间道 孙杨回应争议新闻洒泪现场
- 2015年10月19日 (第6期)：侯勇搭档王姬之女飚戏 寇振海台上险翻脸
- 2015年10月26日 (第7期)：
- 2015年12月2日 (第8期)：
- 2015年11月9日 (第9期)：
- 2015年11月16日 (第10期)：
- 2015年11月23日 (第11期)：
- 2015年11月30日 (第12期)：

### 获奖选手
- 年度冠军：曾国祥
- 年度亚军：高丽雯
- 年度季军：李根
- 年度殿军：吴佳尼